# Теофило Спасоевич
Теофило Спасоевич (на сърбохърватски: Teoфилo Спacojeвић / Teofilo Spasojević) е югославски футболист, защитник.

## Кариера
Кариерата на Спасоевич преминава в СК Югославия от Белград. В клуба, той е тандем в защитата заедно с Милутин Ивкович. За СК Югославия Спасоевич има общо 110 официални мача.

### Национален отбор
Дебютът му в националния отбор се състои на 6 май 1928 г. в приятелски мач срещу Румъния в Белград, който югославяните печелят с 3:1. Две години по-късно, той е част от състава за първото Световно първенство в Уругвай, но не играе на турнира.